# Shinri Suzuki
Shinri Suzuki (Japans: 鈴木 真理, Suzuki Shinri) (Ninomiya (Kanto (regio)), 25 december 1974) is een Japans voormalig professioneel wielrenner. In het verleden reed hij voor onder meer Bridgestone Anchor en Skil-Shimano. Suzuki werd in 2002 voor het eerst Japans kampioen op de weg bij de elite en nam sindsdien meerdere jaren deel om het kampioenschap. Daarnaast werd hij in 2004 Aziatisch kampioen op de weg.

## Belangrijkste overwinningen
2001
7e etappe Ronde van Korea
6e etappe Ronde van Hokkaido
2002
 Japans kampioen op de weg, elite
6e etappe Ronde van Japan
3e etappe Ronde van Hokkaido
2004
 Aziatisch kampioen op de weg, elite
5e etappe Ronde van Japan
 Japans kampioenschap op de weg, elite
2006
 Japans kampioenschap op de weg, elite
2008
1e etappe Ronde van Korea
2009
4e etappe Ronde van Taiwan
6e etappe Ronde van Hokkaido
2010
4e etappe Ronde van Japan
 Japans kampioenschap op de weg, elite
Wielerploegen van Shinri Suzuki
Abe ·
Bacquet ·
den Bakker ·
Beppu ·
Curvers ·
Deroo ·
Doi ·
Goesinnen ·
Hatanaka ·
Hirose ·
Houanard ·
van Hummel ·
Hupond ·
Iino ·
Ji · 
Jin ·
Kano ·
Lhotellerie ·
Nodera ·
Rooijakkers ·
Siedler ·
Suzuki ·
Timmer ·
Veelers · 
Wagner ·
Chaigneau (stagiair) · 
De Backer (stagiair) 